# Douglas Kennedy (Schauspieler)
Douglas Richards Kennedy (* 14. September 1915 in New York City; † 10. August 1973 in Honolulu, Hawaii), auch bekannt als Keith Douglas und Doug Kennedy,  war ein US-amerikanischer Schauspieler.

## Leben
Douglas Richards Kennedy studierte sowohl an der Deerfield Academy als auch am Amherst College. Sein Filmdebüt gab er 1935 als namenloser Agent in William Keighleys Kriminalfilm Der FBI-Agent an der Seite von James Cagney und Margaret Lindsay. Er war Vertragsschauspieler bei Paramount Pictures und später bei Warner Bros. Zwischen 1942 und 1946 drehte Kennedy keine Filme mehr. In dieser Zeit diente er während des Zweiten Weltkrieges als Major bei dem United States Army Signal Corps, wobei er mit dem Office of Strategic Services und der United States Army Intelligence zusammenarbeitete.
Nach dem Krieg spielte Kennedy zwar in erfolgreichen Filmen wie Schweigende Lippen, Die Liebesabenteuer des Don Juan, Die Straße der Erfolgreichen und Stern vom Broadway mit, kam aber dabei selten über Kleinstrollen hinaus. In den fünfziger Jahren wurde er regelmäßiger Nebendarsteller in Western, wobei er sowohl gute als auch böse Figuren verkörperte. Hauptrollen hatte er lediglich in Low-Budget-Filmen. Mit dem Aufkommen des Fernsehens wurde Kennedy Seriendarsteller und spielte in Fernsehserien wie The Lone Ranger, Perry Mason, Bonanza und Big Valley mit, wobei er von 1955 bis 1956 die Hauptrolle in der Fernsehserie Steve Donovan, Western Marshal hatte.
Kennedy war zweimal verheiratet. Von 1942 an mit Isabel Murray Russell, mit der er vier gemeinsame Kinder hatte. Und nach der Scheidung von 1955 bis zu seinem Tod 1973 mit Betty L. „Bunny“ Howell, mit der er zwei gemeinsame Kinder hatte.
Am 10. August 1973 verstarb Kennedy im Alter von 57 Jahren an den Folgen seiner Krebs-Erkrankung während der Dreharbeiten an der Fernsehserie Hawaii Fünf-Null. Er wurde auf dem National Memorial Cemetery of the Pacific beerdigt.

## Filmografie (Auswahl)

### Film
- 1935: Der FBI-Agent (‘G’ Men)
- 1940: Die scharlachroten Reiter (North West Mounted Police)
- 1941: Die Braut kam per Nachnahme (The Bride Came C.O.D.)
- 1941: Der Herzensbrecher (Affectionately Yours)
- 1947: Nora Prentiss
- 1947: Der Unverdächtige (The Unsuspected)
- 1947: Ehebruch (The Unfaithful)
- 1947: Unser Leben mit Vater (Life with Father)
- 1947: Die schwarze Natter (Dark Passage)
- 1947: Hemmungslose Liebe (Possessed)
- 1947: Das tiefe Tal (Deep Valley)
- 1948: Das war ein Kampf (Whiplash)
- 1948: Schweigende Lippen (Johnny Belinda)
- 1948: Die Liebesabenteuer des Don Juan (Adventures of Don Juan)
- 1949: Blondes Gift (Flaxy Martin)
- 1949: Die Straße der Erfolgreichen (Flamingo Road)
- 1949: Ein Mann wie Sprengstoff (The Fountainhead)
- 1949: Eines Morgens in der Hopkins-Street (The House Across the Street)
- 1949: Stern vom Broadway (Look for the Silver Lining)
- 1949: Verlorenes Spiel (East Side, West Side)
- 1949: Konterbande (South of St. Louis)
- 1949: Ein Fall für Detektiv Landers (Homicide)
- 1949: Die Stadt der rauhen Männer (Fighting Man of the Plains)
- 1950: Gesetzlos (Backfire) (Stimme)
- 1950: Die Todesschlucht von Arizona (The Cariboo Trail)
- 1950: Montana
- 1950: Verurteilt (Convicted)
- 1950: Der Geier von Arizona (Barricade)
- 1951: Bomba, der Rächer (The Lion Hunters)
- 1951: Grenzpolizei in Texas (The Texas Rangers)
- 1951: Ich war eine amerikanische Spionin (I Was an American Spy)
- 1951: Der Cowboy, den es zweimal gab (Callaway Went Thataway)
- 1952: Teufel der weißen Berge (Indian Uprising)
- 1952: Der Tiger von Utah (Ride the Man Down)
- 1952: Teufelskerle des Ozeans (Torpedo Alley)
- 1952: Grausame Richter (For Men Only)
- 1952: Mördersyndikat San Francisco (Hoodlum Empire)
- 1953: Der Cowboy von San Antone (San Antone)
- 1953: Im Tal des Verderbens (War Paint)
- 1953: Bomba – Rache im Dschungel (Safari Drums)
- 1953: Invasion vom Mars (Invaders from Mars)
- 1954: Das letzte Gefecht (Sitting Bull)
- 1954: Aufruhr in Laramie (Rails Into Laramie)
- 1954: Galgenvögel (Wyoming Renegades)
- 1954: Es wird immer wieder Tag (The High and the Mighty)
- 1955: Unternehmen Pelikan (The Eternal Sea)
- 1955: Aus dem Leben einer Ärztin (Strange Lady in Town)
- 1956: Der letzte Wagen (The Last Wagon)
- 1957: Chicago vertraulich (Chicago Confidential)
- 1957: Ich ritt für Jesse James (Hell’s Crossroads)
- 1957: Der Flug zur Hölle (The Land Unknown)
- 1958: Der Held mit der Maske (The Lone Ranger and the Lost City of Gold)
- 1958: Die Höllenkatze (The Bonnie Parker Story)
- 1959: Der Henker wartet schon (Good Day for a Hanging)

### Serie
- 1950–1956: The Lone Ranger (sechs Folgen)
- 1955–1956: Steve Donovan, Western Marshal (39 Folgen)
- 1957–1965: Perry Mason (vier Folgen)
- 1959–1968: Bonanza (fünf Folgen)
- 1959–1960: Der Texaner (The Texan) (zwei Folgen)
- 1960–1966: Rauchende Colts (Gunsmoke) (vier Folgen)
- 1965–1969: Big Valley (The Big Valley) (23 Folgen)
- 1966–1967: Die Leute von der Shiloh Ranch (The Virginian) (zwei Folgen)
- 1973: Hawaii Fünf-Null (Hawaii Five-O) (drei Folgen)